# Рокруа (кантон)
Рокруа́ (фр. Rocroi) — кантон во Франции, находится в регионе Шампань — Арденны, департамент Арденны. Входит в состав округа Шарлевиль-Мезьер.
Код INSEE кантона — 0824. Всего в кантон Рокруа входит 14 коммун, из них главной коммуной является Рокруа.

## Коммуны кантона
| Коммуна             | Население, чел. (1999) | Почтовый индекс | Код INSEE |
| ------------------- | ---------------------- | --------------- | --------- |
| Бломбе              | 91                     | 08260           | 08071     |
| Бур-Фидель          | 771                    | 08230           | 08078     |
| Гюэ-д’Оссю          | 504                    | 08230           | 08202     |
| Лаваль-Моранси      | 232                    | 08150           | 08249     |
| Ле-Шатле-сюр-Сормон | 195                    | 08150           | 08110     |
| Мобер-Фонтен        | 902                    | 08260           | 08282     |
| Реньёве             | 396                    | 08230           | 08355     |
| Римонь              | 1 416                  | 08150           | 08365     |
| Рокруа              | 2 420                  | 08230           | 08367     |
| Севиньи-ла-Форе     | 200                    | 08230           | 08417     |
| Тайет               | 314                    | 08230           | 08436     |
| Тремблуа-ле-Рокруа  | 167                    | 08150           | 08460     |
| Шийи                | 113                    | 08260           | 08121     |
| Эталь               | 71                     | 08260           | 08155     |

## Население
Население кантона на 1999 год составляло 7 792 человека.
| 1962  | 1968  | 1975  | 1982  | 1990  | 1999  | 2006 | 2007 | 2008 |
| ----- | ----- | ----- | ----- | ----- | ----- | ---- | ---- | ---- |
| 8 164 | 8 694 | 7 969 | 8 043 | 7 774 | 7 792 | —    | —    | —    |